# Орден Короны Джохора
Орден Короны Джохора (малайск. Darjah Mahkota Johor Yang Amat Mulia) — рыцарский орден, присуждаемый султаном Джохора. Был учреждён 31 июля 1886 года.

## Описание
Имел три степени:
- Рыцарь-великий командор (Dato' Sri Paduka-S.P.M.J.),
- Рыцарь-командор (Dato' Paduka-D.P.M.J.) и
- Компаньон (Setia-S.M.J.).

Кавалеры степеней SPMJ и DPMJ имеют почетный титул «Дато» (эквивалентно слову «сэр»), а их супруги — «Датин» (эквивалент «леди»). Женщинам-кавалерам дается почётный титул Датин Падука (эквивалент «дамы»), для их же супругов соответствующего титула не предусмотрено.
Орден Короны Джохора — старейший королевский орден в стране, учреждённый примерно за 30 лет до того, как какой-либо другой королевский дом Малайзии учредил аналогичный. Награды присуждаются на основании трёх критериев, а именно: лояльность, верная служба и трудолюбие. С тех пор, как орден впервые был пожалован в 1886 году, им было удостоено только 712 человек, то есть в среднем всего пять наград в год, что делает его, по общему мнению, самым редким и, следовательно, самым престижным среди аналогичных в Малайзии. Награды вручаются по усмотрению султана, в основном по случаю его дня рождения. Ежегодный список награждённым публикуется в большинстве ведущих малазийских СМИ.

## Известные кавалеры

### Великие командоры
- Франц Фердинанд (1893)[4]
- ‌  Абдул Разак бин Хусейн (1961)[5]
- Хуссейн Онн (1972)[6]
- Мохамед Рахмат (1975)[7]
- ‌  Махатхир Мохамад (1979)[8]
- Ли Куан Ю (1984)[9][10]
- Леонардус Беньямин Мурдани (1986)[11]
- Три Сутрисно
- Го Чок Тонг (1991)[12]
- Мухиддин Яссин (1991)[12]
- Ли Сяньлун (2022)[13][14]

### Рыцарь-командор (DPMJ)
- ‌  Онн Бин Джафар (1940)[15]
- Тан Ченг Лок (1949)[16]
- Зети Ахтар Азиз (1998)